# Ридодуби

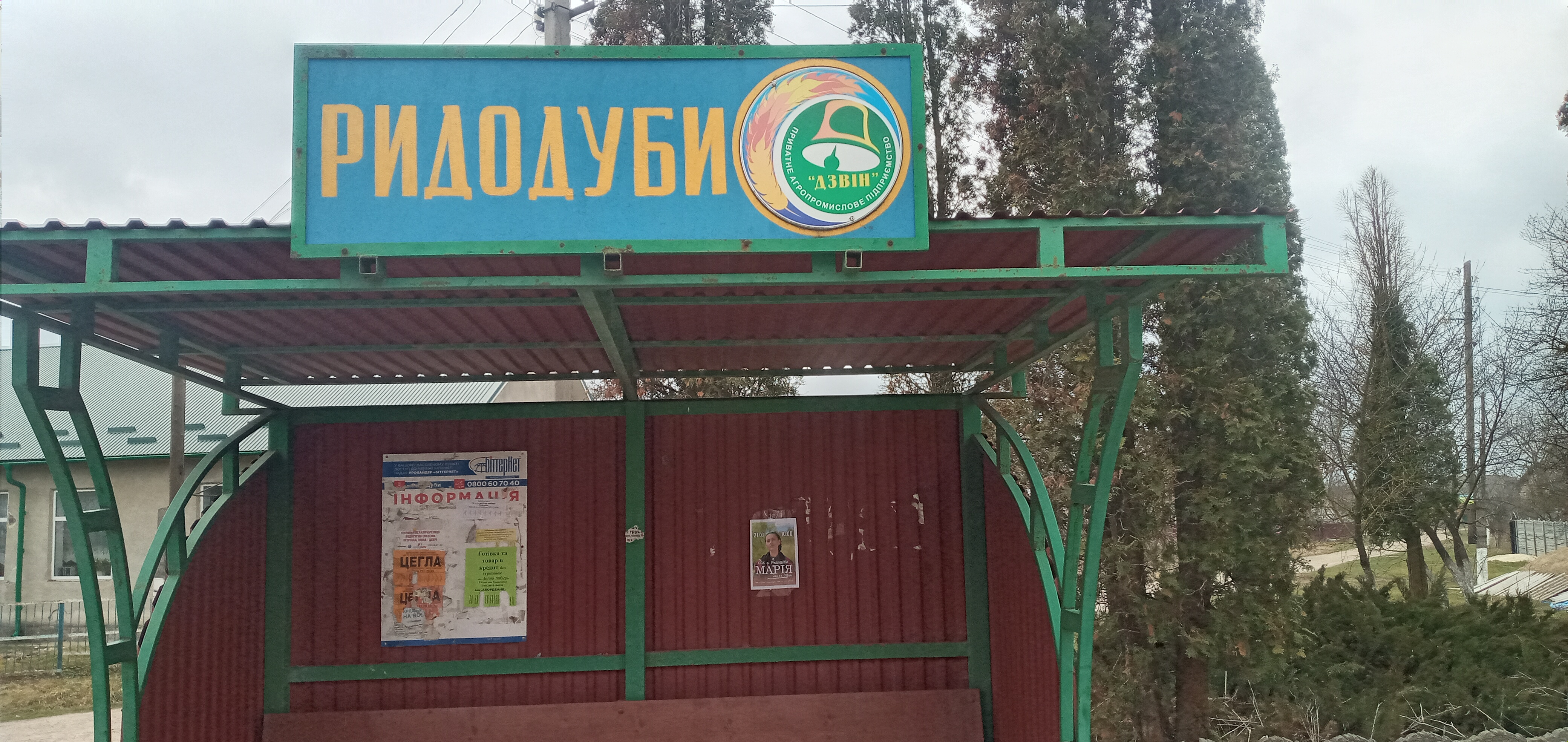
Автомобільна зупинка

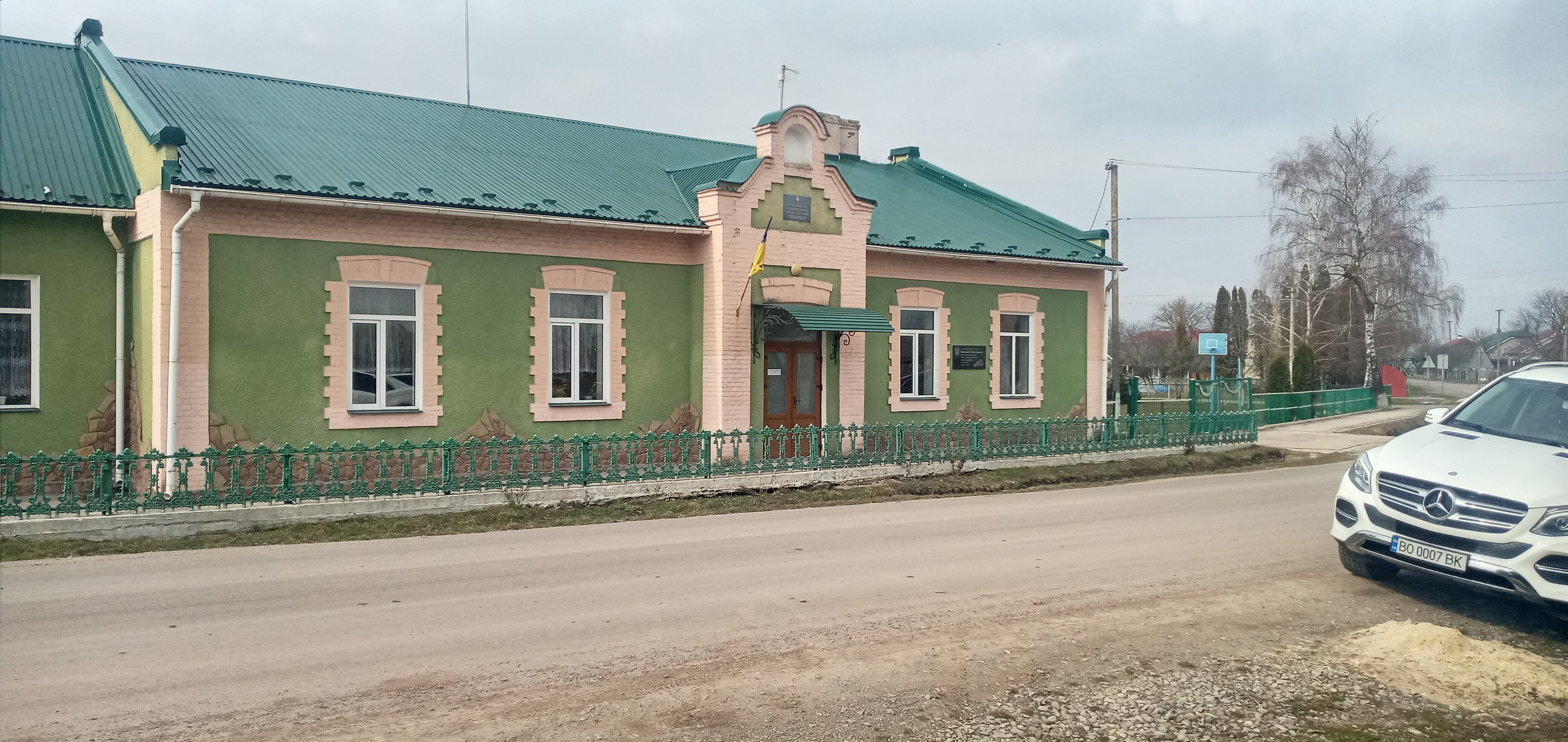
Ридодубівська гімназія

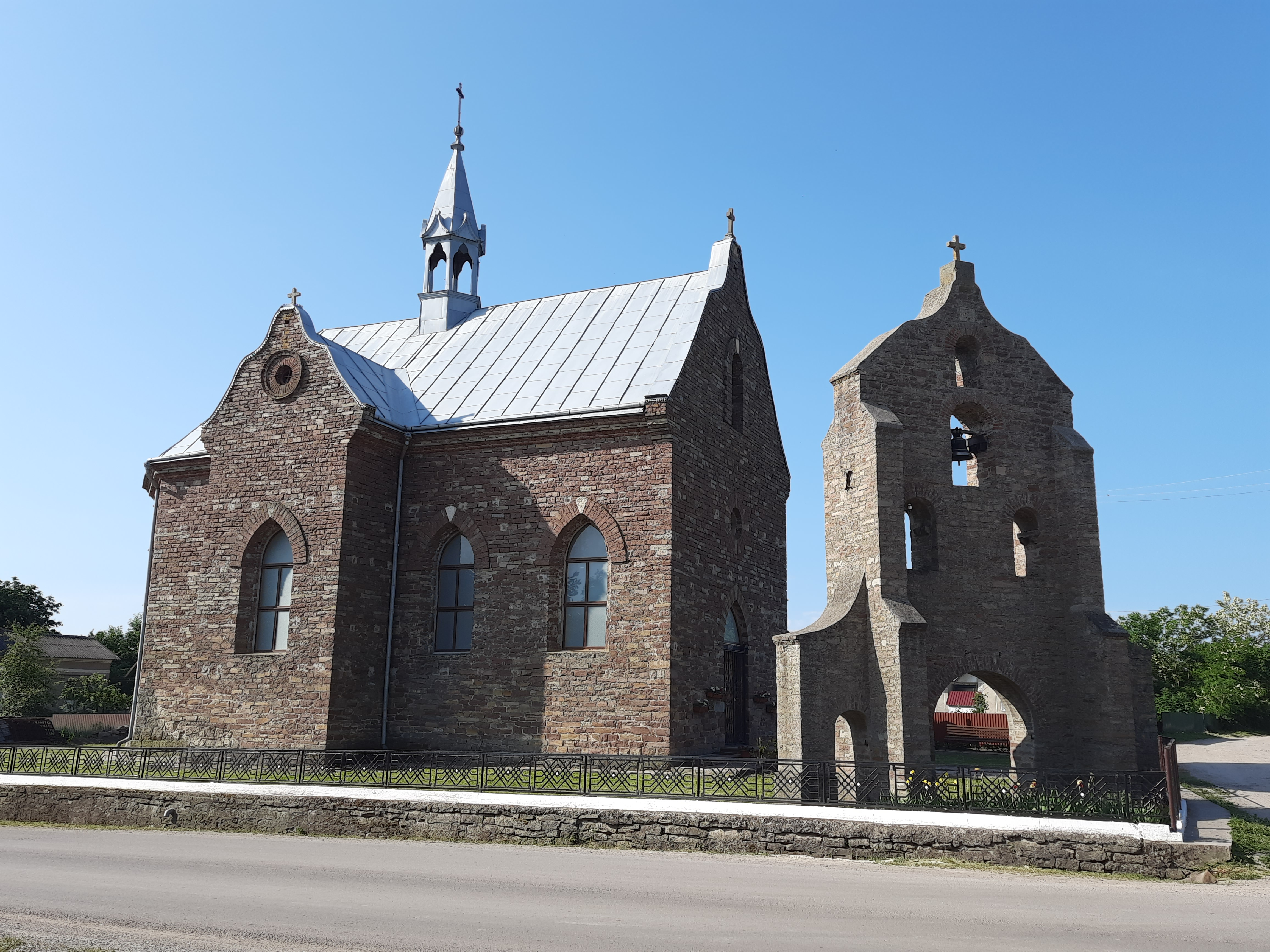
Костел Небовзяття Пресвятої Діви Марії (1931р.)

Ридо́дуби — село в Україні, Тернопільська область, Чортківський район, Білобожницька сільська громада. До 2015 адміністративний центр сільської ради, якій було підпорядковане село Білий Потік.

## Назва
За переказами, назва села походить від спаленого татарами дубового лісу, в якому переховувалися селяни — «ридали дуби», звідси й Ридодуби.

## Розташування
Розташоване за 11 км від районного центру і 3 км від найближчої залізничної станції Калинівщина. 
Територія — 2,75 кв. км. Дворів — 185.

## Історія
Перша письмова згадка про село датується 1600 роком.
Наприкінці ХІХ століття велика земельна власність належала Колікстові Охоцькому.
У селі в 1900 р. — 1206 жителів, 1910 — 1267, 1921 — 1163, 1931 — 1196 жителів; у 1921 р. — 197, 1931 — 243 двори. 
У 1889 році функціонувала 2-класна школа з польською мовою навчання.
У 1918 році в Ридодубівській школі було три класи та працювало два вчителі Володимир та Наталія Касіяни.
1 серпня 1934 року село увійшло до складу новоутвореної сільської гміни Білобожниця.
При відступі Червоної армії 28 червня — 2 липня 1941 року підрозділами НКВС, так званими «розстрільними групами», розстріляно 800 осіб із числа в'язнів Чортківської тюрми, серед яких були й мешканці Ридодубів — Василь Бринда, Микола Довбенько, Іван та Яков Козарі, Микола Оголь, Павло та Тимофій Цюпки. 20—21 липня 1941 року в Умані, на Черкащині розстріляно Степана Зарівного та Якова Оголя.
Під час німецько-радянської війни загинули або пропали безвісти 27 мешканців села:
- Казимир Боровський,
- Мар'ян Боровський,
- Томаш Боровський,
- Василь,
- Микола Данилович,
- Микола Бринда,
- Степан Бринда,
- Іван Вербіцький,
- Михайло Вербіцький,
- Іван Возняк,
- Михайло Возняк,
- Йосип Градовий,
- Йосип Гуменюк,
- Вавро Деренюк,
- Петро Деренюк,
- Ярема Довбенко.

З 4 вересня 2015 року Ридодуби належать до Білобожницької сільської громади.
12 червня 2020 року, відповідно до розпорядження Кабінету Міністрів України № 724-р «Про визначення адміністративних центрів та затвердження територій територіальних громад Тернопільської області» увійшло до складу Білобожницької сільської громади.
19 липня 2020 року, в результаті адміністративно-територіальної реформи та ліквідації Чортківського району (1940—2020), увійшло до складу новоутвореного Чортківського району.

## Населення

### Мова
Розподіл населення за рідною мовою за даними перепису 2001 року:
| Мова       | Кількість | Відсоток |
| ---------- | --------- | -------- |
| українська | 654       | 99.24%   |
| російська  | 3         | 0.46%    |
| польська   | 1         | 0.15%    |
| румунська  | 1         | 0.15%    |
| Усього     | 659       | 100%     |

## Релігія
- церква святих великомучеників і безсрібників Косми і Даміана (ПЦУ[9]; 1801; кам’яна),
- церква святих чудотворців і безсрібників Косми і Дам'яна (УГКЦ; 2002–2005),
- костел Небовзяття Пресвятої Діви Марії (1931; кам’яний).

## Пам'ятники
- пам'ятники воїнам-односельцям, полеглим у німецько-радянській війні (1969);
- погруддя Тараса Шевченка (1954, скульптор — Борис Ульянов);
- пам'ятник на могилі вояка УПА Йосипа Фабінського;
- пам'ятник Небесній сотні;
- фігура Божої Матері.

## Соціальна сфера, господарство
Діяли філії товариств «Просвіта», «Рідна школа», «Сільський господар» та інших; кооператива.
Нині діють школа, Будинок культури (1966), бібліотека, ФАП, дитячий садочок «Малятко», легкоатлетичний клуб «Старт», ПАП «Урожай», ПП «Батокс-Плюс», торговий заклад.

## Населення
За даними всеукраїнського перепису населення 2001 року в селі мешкало 659 осіб:
| 1785 | 396  |     |
| 1880 | 947  |     |
| 1900 | 1206 |     |
| 1910 | 1267 |     |
| 1921 | 1963 | 197 |
| 1931 | 1196 | 243 |
| 2001 | 659  |     |
| 2014 | 582  | 185 |
| 2018 | 590  |     |

## Відомі люди

### Народилися
- Михайло Деренюк (1885—1976) — священник, ієромонах Української греко-католицької церкви[11];
- Теодозія Зарівна (нар. 1951) — письменниця, театрознавець, журналіст;
- Мирослав Ткач (нар. 1957) — господарник;
- Андрій Фаріон (1837—1918) — громадський діяч;
- Анна Фаріон (1870—1931) — громадська діячка;
- Теодор Фаріон (1868—1941) — підприємець;
- Микола Шмадило (нар. 1937) — релігійний діяч, священник, ієромонах Української  греко-католицької церкви, ігумен Гошівського монастиря ЧСВВ
- Овсій Юрчишин (нар. 1935) — заступник командувача сухопутними військами Аргентини, дивізійний генерал. У 2001 році перебував у рідному селі. Його рідний син Клаудіо Хосе Юрчишин, капітан ЗС Аргентини загинув у лютому 2002 року[12].

### Мешкали, працювали
- Кулик Йосип — архітектор;
- Кулик Петро — скульптор.